# Anagrus
Anagrus är ett släkte av steklar som beskrevs av Alexander Henry Haliday 1833. Anagrus ingår i familjen dvärgsteklar.

## Dottertaxa tillAnagrus, i alfabetisk ordning[1][2]
- Anagrus aegyptiacus
- Anagrus armatus
- Anagrus atomus
- Anagrus avalae
- Anagrus baeri
- Anagrus bakkendorfi
- Anagrus brasiliensis
- Anagrus brevifuniculatus
- Anagrus breviphragma
- Anagrus brocheri
- Anagrus capensis
- Anagrus columbi
- Anagrus daanei
- Anagrus dalhousieanus
- Anagrus delicatus
- Anagrus dilatatus
- Anagrus elegans
- Anagrus elongatus
- Anagrus empoascae
- Anagrus ensifer
- Anagrus epos
- Anagrus erythroneurae
- Anagrus fennicus
- Anagrus fisheri
- Anagrus flaveolus
- Anagrus flaviapex
- Anagrus foersteri
- Anagrus frequens
- Anagrus funebris
- Anagrus gonzalezae
- Anagrus hirashimai
- Anagrus humicola
- Anagrus incarnatus
- Anagrus insularis
- Anagrus japonicus
- Anagrus mymaricornis
- Anagrus nigriceps
- Anagrus nigriventris
- Anagrus nilaparvatae
- Anagrus obvius
- Anagrus optabilis
- Anagrus perforator
- Anagrus proscassellatii
- Anagrus prounilinearis
- Anagrus puella
- Anagrus putnamii
- Anagrus scassellatii
- Anagrus sensillatus
- Anagrus similis
- Anagrus sophiae
- Anagrus spiritus
- Anagrus stethynioides
- Anagrus supremosimilis
- Anagrus takeyanus
- Anagrus tretiakovae
- Anagrus urichi
- Anagrus ustulatus
- Anagrus vilis
- Anagrus yawi